# Anaerobe dissimilatie
Anaerobe dissimilatie is dissimilatie (het afbreken van stoffen) zonder zuurstof (anaeroob). Dissimilatie van koolhydraten zonder zuurstof wordt gisting genoemd. 

## Gisting
Er zijn meerdere typen gisting, onder andere melkzuurgisting en alcoholgisting zijn van belang. 

### Melkzuurgisting
Bij melkzuurbacteriën en in dwarsgestreepte spieren van gewervelde dieren (bij fysieke inspanning met onvoldoende zuurstofaanvoer) is de volledige omzetting van glucose (çelademhaling) in CO2 en H2O onmogelijk. De eencellige bacteriën of de spiercellen volstaan dan met afbraak tot melkzuur, een organische verbinding die nog veel energie bevat. Deze melkzuurgisting bestaat uit glycolyse, gevolgd door melkzuurvorming. De glycolyse is gelijk aan die bij de aerobe dissimilatie; er ontstaan per afgebroken molecuul glucose twee moleculen ATP, twee NADH2 en twee pyrodruivenzuur. Dit wordt gevolgd door:
2C3 (pyrodruivenzuur) + 2NADH2 → 2C3 (melkzuur)+ 2NAD
Bij melkzuurgisting ontstaan per glucosemolecuul slechts twee ATP-moleculen, de dragers van chemische energie in de cel. Gisting levert veel minder energie (ATP) op dan aerobe dissimilatie; het eindproduct, melkzuur, is dan ook nog energierijk. Pyrodruivenzuur fungeert hier als laatste waterstofacceptor.

### Alcoholgisting
Sommige schimmels (gisten), bacteriën en kiemende zaden zetten bij zuurstofgebrek glucose om in alcohol (ethanol). Alcoholische gisting bestaat achtereenvolgens uit glycolyse en alcoholvorming. Na glycolyse volgen de omzettingen:
2C3 (pyrodruivenzuur) → 2C2 (ethanal) + 2CO2
2C2 (ethanal) + 2NADH2 → 2C2 (ethanol) + 2NAD
Ook bij alcoholische gisting ontstaan per glucosemolecuul slechts twee ATP-moleculen, terwijl ethanal (C2) fungeert als laatste waterstofacceptor. Bovendien ontstaan er per glucosemolecuul 2 CO2-moleculen. Ook hiermee wordt lang niet alle in de glucose aanwezige energie vrijgemaakt. Ethanol is een energierijke verbinding. Alcohol wordt in ons lichaam in de lever verder afgebroken en levert veel energie op.
De gisten die gebruikt worden voor de bereiding van brood, wijn en bier stammen af van wilde soorten, die in de natuur een rol spelen in de afbraak van dood materiaal (het zijn reducenten). De gevormde alcohol wordt in de natuur door azijnzuurbacteriën omgezet in azijnzuur, waarna de azijnzuur door andere organismen verder wordt afgebroken tot de anorganische stoffen CO2 en water.